# Competizioni CEV per club
Con il termine di competizioni CEV per club (en. CEV club competitions) ci si riferisce, in ambito pallavolistico, alle coppe internazionali per club organizzate dalla CEV. Vengono talvolta anche definite imprecisamente coppe europee, dato che la CEV attualmente è l'organo amministrativo, organizzativo e di controllo della pallavolo in Europa.

## Competizioni maschili

### Attuali
La massima competizione continentale è, dal 1959, la Champions League. Conosciuta fino al 2000 come Coppa dei Campioni, fino al 2008 la sua denominazione fu European Champions League; attualmente il suo nome completo è CEV Champions League.

Vi partecipano un numero differente di squadre per Paese, a seconda della Ranking List aggiornata annualmente.

La seconda competizione europea è la Coppa CEV. L'attuale torneo non deve essere confuso con la Coppa CEV che si disputò fino al 2007, essendo essa la terza manifestazione in ordine d'importanza. Il secondo trofeo continentale prese il via nel 1972 con il nome di Coppa delle Coppe, denominazione che mantenne fino al 2000; da allora, e fino al 2007, il trofeo si chiamò Top Teams Cup. La riforma delle manifestazioni internazionali avvenuta ad aprile del 2007 rinominò questa competizione in Coppa CEV.

La terza competizione europea è la Challenge Cup. Nata
nel 1980 con il nome di Coppa CEV, mantenne la denominazione che ora è del secondo trofeo per importanza fino al 2007, quando la sopra citata riforma la rinominò con il nuovo nome.

### Trofei scomparsi
La Supercoppa europea maschile fu una competizione che si giocò dal 1987 al 2000, ad eccezione del 1998. Dalla prima edizione fino al 1995 il titolo veniva assegnato in un'unica partita, che vedeva contrapposta la squadra vincitrice della Coppa dei Campioni a quella vincitrice della Coppa delle Coppe. Le ultime quattro edizioni, invece, sono state allargate anche alla vincitrice della Coppa CEV e all'altra finalista della Coppa dei Campioni, che si affrontavano in un torneo a eliminazione diretta, con semifinali e finalissima.

## Competizioni femminili

### Attuali
Le competizioni femminili ricalcano la struttura di quelle maschili, sia per quanto riguarda i nomi sia le sponsorizzazioni. Anche i trofei femminili sono stati interessati dalla riforma del 2007, che ha rivoluzionato l'ordine d'importanza delle diverse coppe.

### Trofei scomparsi
La Supercoppa europea femminile fu una competizione che si disputò soltanto due volte, nel 1993 e nel 1996. Nella prima edizione il titolo veniva assegnato in un'unica partita, che vedeva contrapposta la squadra vincitrice della Coppa dei Campioni a quella vincitrice della Coppa delle Coppe. Nella seconda, invece, è stata allargata anche alla vincitrice della Coppa CEV e all'altra finalista della Coppa CEV, che si affrontavano in un torneo a eliminazione diretta, con semifinali e finalissima.

## Competizioni zonali
Oltre ai principali tornei continentali, che ricoprono le prime tre posizioni nella gerarchia europea, la CEV co-organizza la Middle European League, un torneo la cui partecipazione è riservata alle migliori formazioni provenienti da Austria, Croazia, Repubblica Ceca, Ungheria, Slovacchia e Slovenia. La competizione, iniziata nel 2005, prevede sia il torneo maschile sia quello femminile.

Analogamente alla Middle European League, la CEV co-organizza il campionato riservato alle formazioni provenienti dai Paesi nordici. Questo torneo, conosciuto con l'acronimo di Nordic Club Championships (North European Volleyball Zonal Association), è riservato alle migliori squadre maschili e femminili provenienti da Norvegia, Svezia, Finlandia, Danimarca, Islanda, Isole Fær Øer e Groenlandia più, a invito, da Estonia, Lettonia, Lituania e Regno Unito. La prima edizione si disputò nel 2007.

Parallelamente alla Middle European League e al Nordic Club Championships, la CEV co-organizza con l'EEVZA (Eastern European Volleyball Zonal Association) il campionato riservato alle formazioni maschili e femminili provenienti dai Paesi baltici. Il torneo maschile, conosciuto con il nome di Baltic Volleyball League, è riservato alle migliori formazioni maschili provenienti da Estonia, Lettonia e Lituania. La prima edizione si disputò nel 2005.
In corrispondenza al torneo maschile esiste anche il torneo femminile conosciuto con il nome di Baltic Volleyball League a cui partecipano, come per il torneo maschile, le migliori formazioni femminili provenienti da Estonia, Lettonia e Lituania. La prima edizione si disputò nel 2007.

La CEV, inoltre, organizza con la Balkan Volleyball Association (BVA) il campionato riservato alle formazioni maschili e femminili provenienti dai Balcani. Questo torneo è riservato alle migliori squadre maschili e femminili provenienti da Albania, Bosnia ed Erzegovina, Bulgaria, Grecia, Kosovo, Macedonia del Nord, Moldavia, Montenegro, Romania, Serbia e Turchia. La prima edizione si disputò nel 2008.

## Medagliere totale
Tabella riepilogativa dei trofei vinti per nazione. Vengono prese in considerazione solamente le tre manifestazioni principali.
- CL: Champions League - CEV: Coppa CEV - CC: Challenge Cup
- Aggiornato al 20 maggio 2025.

| 1  | Italia           | 21 | 21 | 28 | 19 | 17 | 26 | 132 |
| 2  | Unione Sovietica | 15 | 7  | 2  | 22 | 10 | 1  | 57  |
| 3  | Russia           | 10 | 5  | 3  | 3  | 4  | 2  | 27  |
| 4  | Turchia          | -  | 2  | 2  | 8  | 5  | 4  | 21  |
| 5  | Germania         | 1  | 1  | 1  | -  | 2  | 7  | 12  |
| 6  | Francia          | 2  | 4  | 2  | 2  | 1  | -  | 11  |
| 7  | Rep. Ceca        | 4  | 2  | -  | 2  | 2  | -  | 10  |
| 8  | Polonia          | 4  | 1  | 3  | -  | 1  | -  | 9   |
| 9  | Romania          | 6  | 1  | -  | -  | -  | 1  | 8   |
| 10 | Bulgaria         | 1  | 1  | -  | 3  | 1  | -  | 6   |
| 10 | Germania Est     | 1  | -  | -  | 1  | 4  | -  | 6   |
| 12 | Grecia           | -  | 2  | 1  | -  | -  | 1  | 4   |
| 13 | Ungheria         | -  | -  | -  | 1  | 2  | -  | 3   |
| 13 | Azerbaigian      | -  | -  | -  | -  | 1  | 2  | 3   |
| 15 | Spagna           | -  | -  | -  | 1  | 1  | -  | 2   |
| 15 | Belgio           | -  | 1  | -  | -  | 1  | -  | 2   |
| 15 | Paesi Bassi      | -  | 1  | 1  | -  | -  | -  | 2   |
| 18 | Jugoslavia       | -  | -  | -  | 1  | -  | -  | 1   |
| 18 | Croazia          | -  | -  | -  | 1  | -  | -  | 1   |
| 18 | Portogallo       | -  | 1  | -  | -  | -  | -  | 1   |
| 18 | Ucraina          | -  | 1  | -  | -  | -  | -  | 1   |
| 18 | Slovenia         | -  | 1  | -  | -  | -  | -  | 1   |
| 18 | Serbia           | -  | -  | 1  | -  | -  | -  | 1   |